# الجمال الأبدي (فلم)
الجمال الأبدي (بالإنجليزية: Eternal Beauty) فيلم من نوع الكوميديا السوداء لعام 2019 من تأليف وإخراج كريج روبرتس، ومن تمثيل النجوم سالي هوكينز وديفيد ثيوليس وبيلي بايبر. عرض الفيلم لأول مرة في العالم في مهرجان لندن السينمائي BFI في 8 أكتوبر 2019. صدر في المملكة المتحدة والولايات المتحدة في 2 أكتوبر 2020.

## طاقم التمثيل
- سالي هوكينز: في دور جين
- مورفيد كلارك: في دور يونغ جين
- ديفيد ثيوليس: في دور مايك
- بيلي بايبر: في دور نيكولا
- ناتالي أونيل: في دور الشاب نيكولا
- بينيلوبي ويلتون: في دور فيفيان
- أليس لوي: في دور أليس
- إليسيا ولش: في دور يونغ أليس
- روبرت ارامايو: في دور جوني
- روبرت بوج: في دور دينيس
- بول هيلتون: في دور توني
- ريتا برنارد شو: في دور لوسي
- بانيتا ساندو: في دور أليكس
- بويد كلاك: في دور طبيب نفسي[3]

## ملخص أحداث الفيلم
يتبع الفيلم جين (سالي هوكينز) التي، بعد أن تُركت عند المذبح، أصيبت بانهيار عصبي يتغلغل في نفسها، ويخلق حالة فوضوية من الفصام تستمر عشرين عامًا يتصادم فيها الحب (الحقيقي والمتخيل) والعلاقات الأسرية. تتغير الأمور عندما تبدأ قصة كوميدية سوداء مع مايك (ديفيد ثيوليس)، الموسيقي الفاشل وزميله الضائع.

## الإنتاج والإصدار
أعلن في ديسمبر 2017، أن سالي هوكينز قد انضمت إلى طاقم الفيلم، مع إسناد الإخراج إلى كاتب السيناريو كريج روبرتس. انضم ديفيد ثيوليس وأليس لوي إلى طاقم الفيلم في يونيو 2018، ثم انضم كل من بيلي بايبر وبينيلوبي ويلتون إلى طاقم الفيلم في الشهر نفسه، وانضم كل من روبرت بوج وبول هيلتون ومورفيد كلارك إلى فريق التمثيل في يوليو 2018، واخيرًا انضم روبرت أرامايو إلى فريق التمثيل. بدأ التصوير الرئيسي في يونيو 2018 في ويلز.
عرض الفيلم عالميًا لأول مرة في مهرجان لندن السينمائي في 8 أكتوبر 2019، وحصلت شركة صامويل جولدوين للأفلام على حقوق التوزيع الأمريكية للفيلم في يوليو 2020. صدر الفيلم إلى دور العرض في المملكة المتحدة في 2 أكتوبر 2020، وفي الولايات المتحدة أيضًا.

## استقبال الفيلم
حصل الفيلم على تقييم مقداره 78% بناء على آراء 17 ناقد سينمائي على موقع تجميع آراء النقاد «الطماطم الفاسدة».
حصل الفيلم على تقييم مقداره 71% بناء على آراء عشرة نقاد على موقع ميتاكريتيك.

## روابط خارجية
- مقالات تستعمل روابط فنية بلا صلة مع ويكي بيانات

- الجمال الأبدي (فيلم)
- الجمال الأبدي (فيلم)
- الجمال الأبدي (فيلم)